# Physocarpus malvaceus
Espèce
Classification phylogénétique
Physocarpus malvaceus, appelé communément physocarpe à feuilles de mauve, est une espèce de plantes à fleurs du genre Physocarpus et de la famille des Rosaceae d'origine nord-américaine.

## Description
Physocarpus malvaceus est un arbuste à feuilles caduques atteignant généralement 2,1 mètres de hauteur, atteignant parfois 3 m. Elle peut former des fourrés denses. Les branches sont dépourvues de poils et les plus âgées ont une écorce rugueuse. Les feuilles ont trois à cinq lobes et des bords dentelés. De couleur vert foncé à maturité, elles virent au rouge brunâtre au début de l'automne. L'inflorescence est un corymbe de fleurs dont les pétales blancs mesurent environ 4 mm de long. Le fruit est un follicule d'environ un centimètre de long.

## Répartition
Physocarpus malvaceus est présente dans l'ouest de l'Amérique du Nord, de la Colombie-Britannique au Nevada et au Wyoming.
L'arbuste pousse dans les forêts, les bois et les garrigues. Les forêts sont dominées par Abies lasiocarpa, Abies grandis, Picea engelmannii, Pseudotsuga menziesii, Pinus ponderosa. La plante est associée à des espèces de plantes telles que Holodiscus discolor, Symphoricarpos albus, Symphoricarpos oreophilus, Spiraea betulifolia (es), Amelanchier alnifolia, Mahonia repens et Calamagrostis rubescens. L'arbuste est co-dominant avec Pseudotsuga menziesii dans une communauté végétale commune.
Physocarpus malvaceus est une espèce pionnière qui augmente après les perturbations et diminue à mesure que la canopée se développe et fait de l'ombre. Elle se développe rapidement après des événements tels que des incendies de forêt, poussant avec ses rhizomes. On le considère comme une plante résistante au feu. Elle survit au feu et aux repousses, devenant plus commune sur les sites brûlés que non incendiés. On sait que cette plante entrave la régénération de l'habitat forestier après une perturbation telle qu'un incendie ou une exploitation forestière. Il surpasse les nouveaux semis de conifères. Il est contrôlé par une pulvérisation d'herbicide dans certaines régions.

## Écologie
Physocarpus malvaceus n'est pas une plante alimentaire de prédilection des herbivores sauvages et domestiques. Elle fournit une bonne couverture pour les petits animaux. Le Moucherolle sombre (Empidonax oberholseri) y niche.